# Slag bij Blaauwberg
De Slag bij Blaauwberg was een doorslaggevende, maar kleinschalige veldslag. Ze resulteerde in de Britse overheersing van Zuid-Afrika tot in de 20ste eeuw. De slag vond op 8 januari 1806 plaats bij Bloubergstrand, dat vlak bij Kaapstad ligt.

## Achtergrond
Nederland was door Napoleon omgevormd tot het koninkrijk Holland. De Kaapkolonie was van Nederland. De Fransen zouden de kolonie kunnen overnemen en zodoende de zeeroute naar Indië beheersen. Om dit te verhinderen stuurden de Britten een vloot, die in juli 1805 vertrok. De kolonie had een zwakke verdediging, bestaande uit enkele reguliere eenheden en burgermilities. Aan het hoofd van de kolonie stond Generaal Jan Willem Janssens.

## Gebeurtenissen
De eerste Britten verschenen rond Kerstmis in 1805. Janssens liet vervolgens de kolonie mobiliseren. Op 4 januari 1806 arriveerde de hoofdvloot van de Britten. Na landing van de Britten marcheerden ze op richting Kaapstad, de Nederlanders marcheerden hen op hun beurt vanuit Kaapstad tegemoet. Ze troffen elkaar bij het plaatsje Bloubergstrand, dat toentertijd Blaauwberg heette.
Na enige strijd, sloeg een deel van het leger van de Nederlanders op de vlucht. De Britten kregen de overhand, waarna Janssens zich terugtrok naar het binnenland. De Britten vertrokken richting Kaapstad, dat zich zonder slag of stoot overgaf. Janssens hoopte op Franse steun, maar ging na een aantal dagen toch maar onderhandelen. Dit mondde uit in een capitulatie aan de Britten, doch onder gunstige voorwaarden voor de Nederlanders.
De Britten hielden de Kaapkolonie tot 13 augustus 1814 bezet, waarna Nederland de Kaapkolonie officieel overdroeg aan de Britten. Het Britse koloniale bewind duurde tot de stichting van de Unie van Zuid-Afrika in 1910.

## Overgave
Op 10 en 18 januari 1806 werden de Artikelen van Capitulatie ondertekend door de Nederlandse autoriteiten en de Britse overwinnaars. Hierin werd onder meer geregeld dat de Kaapkolonie werd overgedragen aan de Britten en Janssens, de Nederlandse troepen en ambtenaren zich konden inschepen voor Nederland, hetgeen in maart geschiedde.